# Rune Lindkvist
Karl Rune "Harkis" Lindkvist född 16 april 1925 i Rytterne församling i Västmanland, död 22 oktober 2009 i Bromma, var en svensk handbollsspelare, högerhänt och spelade vänstersexa.

## Karriär
Rune Lindkvist började spela handboll med Västerås IK 1938. Han spelade för Västerås ett år i Allsvenskan och tog en tredjeplats i SM 1948 med Västerås. Västerås förlorade i semifinalen mot SM-vinnarna IFK Kristianstad. Han gick sedan till Örebro SK där han spelade resten av sin karriär.
Lindkvist gjorde landslagsdebut 1948 i Göteborg mot Danmark där han fick spela andra halvleken i vinstmatchen (17–7) mot Danmark. Totalt blev det 32 landskamper mellan 1948 och 1954 för honom. I huvudsak spelade han inomhuslandskamper. Största meriten var deltagandet i VM-laget 1954 som tog VM-guld. Efter 1954 spelade inte Lindkvist mer i landslaget. Han är Stor Grabb

## Meriter
- Världsmästare med svenska landslaget 1954